# Milan Klepikov
Milan Klepikov (* 22. července 1965) je česko-německý filmový historik, esejista a režisér. Syn muzikologa Milana Poštolky (1932–1993) a romanistky Xenie Klepikovové (1936–2013).

## Život
Dětství strávil v Praze, v roce 1981 odešel s matkou do Spolkové republiky Německo, kde mu vzápětí bylo uznáno státní občanství. Od roku 2000 se částečně přesunul do České republiky, trvale žije v Praze od roku 2015.

## Profesní život
V roce 1990 začal studovat obor filmová věda na Filozofické fakultě Univerzity Karlovy. Magisterská studia absolvuje v roce 1995, v roce 2000 získává titul Ph.D.
V roce 1991 spoluzakládá časopis Cinemapur, dnes Cinepur. Od téhož roku publikuje filmové kritiky (Literární noviny, Film a doba) a historické studie (Kritický sborník). Je členem redakční rady časopisu Film a doba.
Pedagogicky působil na FAMU (1995-96) a na FF UK (1996–2001). Od roku 2000 je dramaturgem kina Ponrepo při Národním filmovém archivu.
Je autorem kritik, esejů, knižních příspěvků, překladů, publikoval rovněž řadu rozhovorů, mj. s Peterem Kubelkou, Alfredem Brendelem, Petrem Králem, Michelem Cimentem, Enno Patalasem, Naumem Klejmanem. Jeho eseje a studie se objevují v českých a německých odborných publikacích (Ingmar Bergman, Alfred Hitchcock, Wim Wenders, Metropolis Fritze Langa, Jízda Jana Svěráka aj.).
V roce 2021 dokončil celovečerní film Přípravy k filmu T aneb Záchrana všeho, co nelze zachránit. Podle jeho vlastních slov jde o pokračování jeho dosavadní činnosti v péči o kinematografii, jen v nové formě. Prostřednictvím filmové koláže tu reflektuje formální i obsahové přístupy, které mu v běžném filmovém prostředí chybí. Inspiruje se mimo jiné tvorbou Jeana-Luca Godarda. Film získal Zvláštní uznání v sekci Česká radost na MFF dokumentárních filmů Jihlava 2021.

## Výběr z bibliografie
- Klepikov, Milan. Portréty bez tváří. Literární noviny 18, 2007, č. 5, s. 13. ISSN 1210-0021
- Klepikov, Milan. Forman. Film a doba 2/2018, s. 54-63. ISSN 0015-1068
- Klepikov, Milan. Materiál a jinak nic. Setkání s Petrem Kubelkou. Film a doba 2/2016, s. 56-61. ISSN 0015-1068
- Klepikov, Milan. Adie au langage, goodbye to arthouse. Film a doba 1/2015, s. 15-19. ISSN 0015-1068
- Klepikov, Milan. Biftek a brýle aneb Positif zevnitř. Rozhovor s Petrem Králem. Iluminace 1/2004, s. 97-110. ISSN 0862-397X

## Filmografie
- 2022: Příprava k filmu T aneb Záchrana všeho, co nelze zachránit